# Косарев Олександр Васильович
Олександр Васильович Ко́сарев (рос. Александр Васильевич Косарев; 1 листопада 1903, Москва — розстріляний 23 лютого 1939, Москва) — радянський комсомольський, партійний і державний діяч, Генеральний секретар ЦК ВЛКСМ (1929—1938). Член Центральної контрольної комісії у 1927—1930 роках. Кандидат у члени ЦК ВКП(б) у 1930—1934 роках. Член ЦК ВКП(б) у 1934—1938 роках. Кандидат у члени Організаційного бюро ЦК ВКП(б) з 13 липня 1930 по 26 січня 1934 року. Член Організаційного бюро ЦК ВКП(б) з 10 лютого 1934 по 28 листопада 1938 року. Депутат Верховної Ради СРСР 1-го скликання.

## Біографія
Народився 1 листопада 1903 року на північно-східній околиці Москви. Закінчив три класи церковнопарафіяльної школи. Почав працювати з 9 років на цинкувальному заводі Москви. У 1914—1915 роках — штампувальник Лефортовських механічних майстерень Москви. У 1915—1916 роках — учень майстра цинкувально-лудильного заводу Анісімова в Лефортово. У 1916—1918 роках — учень слюсаря, робітник на трикотажних машинах фабрики «Ріхард Сімон і Кo» в Москві. Разом з робітниками виступав за поліпшення умов та збільшення платні, брав участь в робочих страйках.
Восени 1917 року вступив в Союз робітничої молоді «III Інтернаціонал», після цього все його життя було пов'язане з прокомуністичним молодіжним рухом. Після створення комсомолу в листопаді 1918 року вступив до нього, і з 1918 по 1919 рік працював завідувачем агітаційно-пропагандистського відділу Благуше-Лефортовського районного комітету комсомолу.
Член РКП(б) з лютого 1919 року.
У 1919—1920 роках — червоноармієць 7-ї армії РСЧА.
Навесні 1920 року Петроградський губернський комітет РКСМ направив Косарева до тримісячної районної політшколи. Працював завідувачем політкурсів в Центральній комсомольській школі в Петрограді. 4 березня 1921 року затверджений інструктором Василеострівного районного комітету РКСМ Петрограда.
Наприкінці 1921 року повернувся до Москви, працював організатором в Бауманському районному комітеті РКСМ. 15 січня 1922 року Московський комітет РКСМ перевів його на роботу секретарем Бауманського районного комітету РКСМ, з грудня 1922 року — заступником завідувача організаційного відділу Московського комітету РКСМ. З травня 1923 року — 1-й секретар Бауманського райкому РКСМ. 30 квітня 1924 року був обраний членом бюро МК РКСМ. 30 вересня 1922 року став членом Бауманського районного комітету РКП(б), делегат XIII з'їзду РКП(б) (23-31 травня 1924 року).
У липні 1924 року направлений на навчання в Комуністичний університет імені Я. М. Свердлова. 2 вересня 1924 року переведений до виконавчого комітету Комуністичного Інтернаціоналу Молоді (КІМ). 15 листопада 1924 року ЦК РКСМ направляє його на роботу першим секретарем Пензенського губернського комітету РКСМ, де працював до січня 1926 року.
У червні 1925 року був делегатом IV Всесоюзній конференції РЛКСМ, а у грудні 1925 року, делегатом XIV з'їзду ВКП(б).
У січні 1926 року в складі бригади ЦК РЛКСМ був направлений до Ленінграда для роз'яснення рішень XIV з'їзду ВКП(б). Був введений до складу Північно-Західного бюро ЦК РЛКСМ. Конференція колишнього опозиційного Московсько-Нарвського райкому комсомолу обрала його, першого секретаря Пензенського губернського комітету РЛКСМ, першим секретарем Московсько-Нарвського районного комітету ВЛКСМ. На VII з'їзді (11-22 березня 1926 року) обраний до складу ЦК ВЛКСМ.
23 квітня 1926 року переведений на посаду завідувача організаційно-розподільного відділу ЦК ВЛКСМ і введений до складу бюро і секретаріату ЦК. 21 червня 1927 року обраний секретарем ЦК ВЛКСМ. Був делегатом V Всесоюзної конференції ВЛКСМ (24-30 березня 1927 року). Член ЦКК ВКП (б) у 1927-1930 роках.
На прохання Московського комітету ВКП(б) в травні 1927 року, спрямований на зміцнення Московського комітету комсомолу та обраний відповідальним секретарем Московського міського комітету ВЛКСМ, залишаючись одночасно секретарем ЦК ВЛКСМ. Делегат  XV з'їзду ВКП(б) (2-19 грудня 1927 року) обраний членом ЦКК ВКП (б). Делегат VIII з'їзду ВЛКСМ (5-16 травня 1928 року), обраний секретарем ЦК ВЛКСМ. 24 березня 1929 року пленум ЦК ВЛКСМ обрав Косарева генеральним секретарем ЦК ВЛКСМ.
У 1929 році був делегатом V Всесоюзного з'їзду Рад і обраний членом ЦВК СРСР; делегатом VI Всесоюзної конференції ВЛКСМ і XVI конференції ВКП(б). У липні 1930 року на  XVI з'їзді ВКП(б) обраний кандидатом в члени ЦК. У 1931 році був делегатом IX з'їзду ВЛКСМ, переобраний генеральним секретарем ЦК ВЛКСМ. У 1932 році, делегат XVII конференції ВКП (б) і VIII Всесоюзної конференції ВЛКСМ.
У липні 1929 року брав участь в роботі міжнародного антиімперіалістичного конгресу молоді у Франкфурті-на-Майні. У 1933 році очолив делегацію радянської молоді на світовому антивоєнному конгресі в Парижі.
У 1934 році був делегатом XVII з'їзду ВКП(б) і був обраний членом ЦК, членом Оргбюро ЦК ВКП(б). У 1935 році — делегат VII з'їзду Рад СРСР, обраний членом ЦВК СРСР. В 1936 році — делегат X з'їзду ВЛКСМ, переобраний генеральним секретарем ЦК. Брав участь в розслідуванні обставин вбивства Кірова.
На лютнево-березневому пленумі ЦК ВКП(б) 1937 року Косарев виступив за негайний суд і страту уже заарештованих Бухаріна і Рикова. Був одним з організаторів масових репресій в СРСР. 
На VII пленумі ЦК ВЛКСМ (19-22 листопада 1938 року) Косарев внаслідок розгляду «справи Мишакової» був знятий з посади генерального секретаря. На пленумі він заявив: «Ворогом я себе не вважаю і вважати не буду… Ніхто не може довести, що я ворог народу… Особисто я відчуваю себе абсолютно спокійно, тому що совість моя чиста. Ніколи я не зраджував ні партії, ні радянському народові й не зраджу».
28 листопада 1938 року заарештований, а 23 лютого 1939 року розстріляний за вироком Воєнної колегії Верховного суду СРСР у Лефортовській тюрмі. Тіло кремовано в Донському монастирі.
24 серпня 1954 року був посмертно реабілітований, а 14 березня 1989 року підтверджено його членство в КПРС.
Репресовано було також його родину:
- Марія Вікторівна Нанейшвілі — дружина (дочка старого більшовика В. І. Нанейшвілі), засуджена до 10 років ВТТ;
- Олена Олександрівна Косарєва — дочка, в 1947 році була заарештована і відправлена на заслання до Норильська.

## Нагороди та відзнаки
- орден Леніна (29.10.1933) — нагороджено як «випробуваного керівника Ленінського комсомолу, видатного організатора комсомольських мас в їх боротьбі під керівництвом партії за перемогу п'ятирічки».